# Parkia speciosa

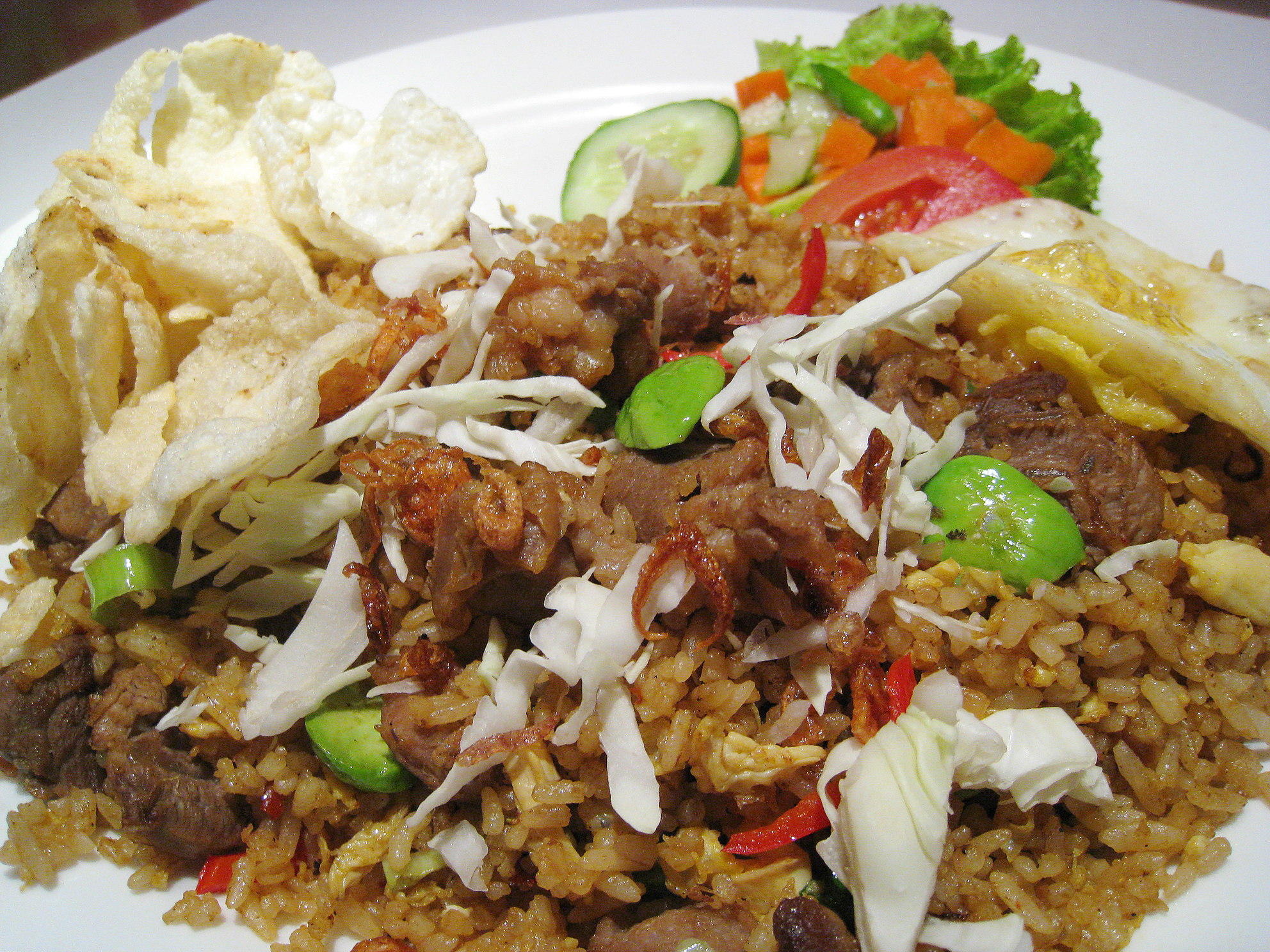
Nasi goreng kambing pete en Yakarta, arroz frito con carne de cabra y frijoles petai

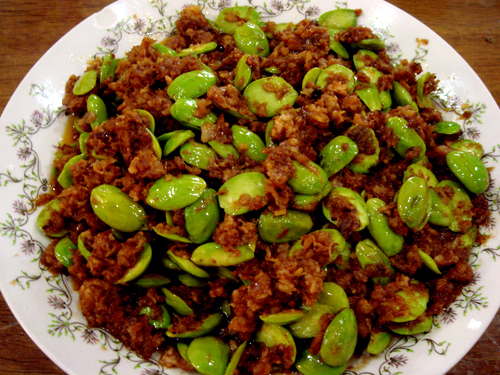
Platillo malayo de frijoles petai con carne picada, camarones secos, pimientos, cebollas, belacan y salsa de soja

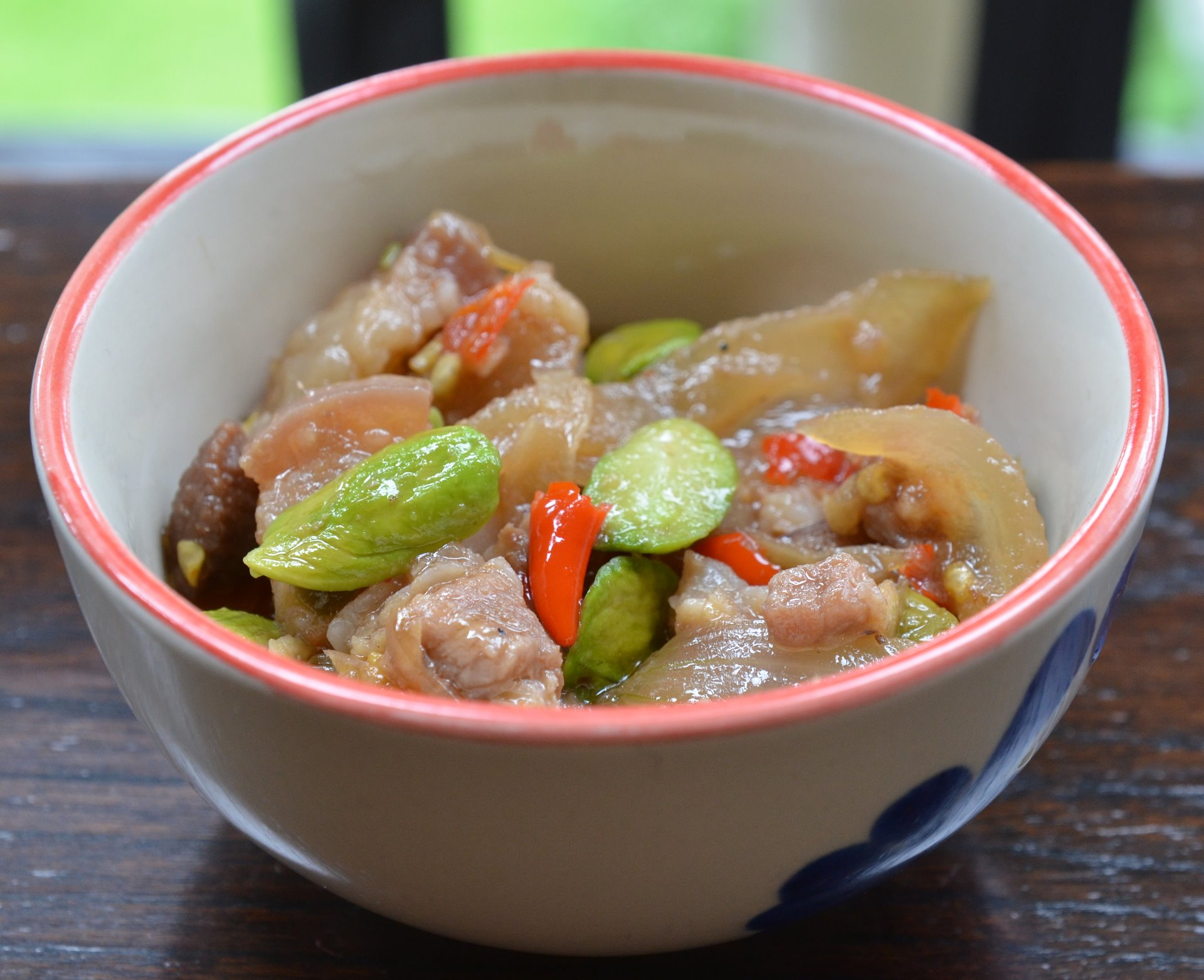
Tripuri mu phat sato tailandés, cerdo frito con frijoles hediondos

Parkia speciosa (petai, Indonesia: pete, Manipuri:Yongchak, Tailandés: สะตอ (sataw, sator, sadtor, sa-dtor), Español: frijol hediondo, frijol amargo) es una especie de planta tipo árbol del género Parkia en la familia Fabaceae. Produce largas vainas legumbres planas comestibles con semillas verde brillante que poseen el tamaño y la forma de almendras y que poseen un aroma peculiar, similar pero más fuerte que el del hongo Shiitake, algunas personas dicen se asemeja al olor del gas natural.

## Descripción
El árbol de petai puede alcanzar los 30 m de altura. Produce flores con forma de bombilla de luz en el extremo de largos tallos. Las flores producen un néctar que atrae a los murciélagos y otros polinizadores. Cuando las pequeñas flores maduran y mueren, emergen largas vainas retorcidas y translúcidas en racimos de 7 u 8 legumbres. Cuando las vainas maduran, en su interior se alojan las habas o semillas petai.

## Uso en gastronomía
Las habas u otras especies de Parkia (Parkia javanica y Parkia singalaris por ejemplo) son un ingrediente popular en la gastronomía de Indonesia, Malasia, Singapur, Laos, el sur de Tailandia, Burma, y el noreste de India especialmente Manipur, y se comercializan en racimos, aún dentro de sus vainas, o las semillas se venden en bolsitas. Las vainas son recolectadas en árboles en su entorno natural o en plantaciones: se las exporta en latas, como pickles en salmuera, o congeladas.
Se la denomina petai, pete en Indonesia, Malasia y Singapur. En el mercado, dependiendo del país de origen de la especie de Parkia se las denomina wakerec, petai, yongchak, en Zomi Zawngtah. Son más sabrosas cuando se las combina con otros ingredientes con sabores fuertes tales como ajo, pimientos, camarones secos o pasta de camarones, como en el platillo llamado sambal petai. Cuando tiernas las vainas son planas debido a que las semillas aún no se han desarrollado, y cuelgan como un racimo de cintas algo retorcidas de color verde claro, casi translucidas. En este estado se las puede consumir crudas, fritas o preparadas como pickles. La vainas tiernas con habas aún sin desarrollar se las puede usar enteras en platillos de frituras.
Las habas también son secadas y condimentadas para su posterior consumo. Al secarse las habas toman un color negro. Las habas petai son grandes, y cuando maduras a veces e conveniente pelarlas antes de cocinarlas. El petai es denominado 'haba olorosa' a causa de su fuerte y penetrante olor. Al igual que el espárrago, contiene determinados aminoácidos que le otorgan un olor fuerte a la orina, un efecto que se observa hasta dos días después de haber consumido el haba. Al igual que otras habas, sus carbohidratos pueden producir flatulencias muy olorosas.

### Indonesia
En Indonesia, el petai es muy popular en las tierras altas de Java y Sumatra, especialmente entre los pueblos Sundan y Minangkabau y otras culturas de la isla. En la gastronomía sundanesa el petai puede ser consumido crudo con sambal como parte del lalab, frito o al asador. También se lo prepara frito y combinado con oncom. En Java y en Sumatra, a veces se lo agrega al platillo sayur lodeh o sambal goreng ati petai (trozos de hígado frito de ternera o pollo en sambal y petai). Nasi goreng kambing petai es una variante popular de nasi goreng (arroz frito) con carne de cabra y petai. En la gastronomía minangkabauense por lo general se lo consume como parte del platillo denominado lado (Minang sambal) o ayam pop (pollo frito al estilo de Padang).

### India
En Manipur se lo cultiva en los distritos de las colinas y otras partes del valle de Manipur. Esta variedad salvaje se comercializa en el mercado. Algunas especies de Parkia son cultivadas en pequeñas cantidades por los agricultores del noreste de India, se lo cultiva como planta ornamental, árbol para sombra y como planta para cercos. Esta haba es un ingrediente importante en la gastronomía de Tripura.
En Manipur, las semillas o habas se consumen preparadas un platillo denominado Eromba o Yongchaak singju (ensalada). El eromba es muy común en la gastronomía de Manipur y se lo prepara con papa hervida, pescado fermentado, ají y otros vegetales, en este caso, Parkia. Yongchaak singju es otro acompañamiento preparado con Parkia trozada en pequeños pedazos y mezclado con pasta de ají picante. La Parkia también se utiliza en la preparación de otros platillos con pescado y vegetales. La tribu Rongmei de Manipur, Nagaland y Assam lo denominan Kampai el cual se cuece con carne o preparado como ensalada, y a veces se lo sirve junto con Chattni preparado con pescado seco. La tribu Zomi del distrito de Churachanpur, Manipur lo denomina  Zawngtah y lo preparan con pimientos picantes y un cerdo especial fermentado denominado "Sathu" y lo denominan  Zawngtah-meh.
En Mizoram, forma parte de la dieta del pueblo Mizo y lo denomina  Zawngṭah, preparan un platillo junto con ajíes y cerdo fermentado denominado Saum que es similar al 'sathu' de Manipur. En Manipur, Assam, Tripura, y Bangladés los nativos de Manipur lo denominan Yongchak o wakerec en el dialecto local manipur y lo consumen como una ensalada mezclado con pescado fermentado o, las semillas hervidas o tostadas solas o con un puré de vegetales y pescado fermentado.